# Aristadromips cydonus
Aristadromips cydonus är en spindeldjursart som först beskrevs av Edward A. Ueckermann och Loots 1988.  Aristadromips cydonus ingår i släktet Aristadromips och familjen Phytoseiidae. Inga underarter finns listade i Catalogue of Life.